# 山田幸代
山田 幸代（やまだ さちよ、1982年8月18日 - ）は、日本のプロラクロス選手。滋賀県近江八幡市出身。京都産業大学広報大使。京都国際観光大使。

## 来歴
中学、高校ではバスケットボール部に所属。長浜北星高校では1年からレギュラーとして3年連続でウィンターカップに出場。主将も務めた。
京都産業大学進学後、友人に勧められラクロスを始め、1年でU-20日本代表、2年でA代表に選ばれる。関西リーグでも得点王、ベスト12、MVPも受賞。
大学卒業後の2005年には大手通信会社に入社。営業職として社内トップセールスを上げるほど活躍する一方で、選手としてクラブチーム「FUSION」の旗揚げに参加。仕事と両立を図りつつ活躍。
同年、日本代表としてもワールドカップに出場。5位入賞に貢献する。
2007年9月にプロ宣言、日本初のプロラクロス選手となる。
同年、米国のクラブに一時加入し、ハワイトーナメントで優秀選手に選ばれる。日本サッカー協会こころのプロジェクト「夢先生」にも参加。
2008年、オーストラリアの強豪「Wilderness」に加入。リーグ戦準優勝を経験する。
2009年3月1日篠山ABCマラソン大会に参加。足に肉離れを起こしていたのにもかかわらず、4時間39分53秒で見事完走。
2014年4月より京都産業大学大学院マネジメント研究科在学中。プロラクロスプレイヤーとの二足の草鞋を踏んでいる。
2016年大学院マネジメント研究科修了。
2017年オーストラリア代表としてワールドカップに出場。

## 戦績　バスケットボール
- 1998年～2000年　Winter Cup（全国大会）出場

## 戦績　ラクロス
日本国内
- 2001年　京都産業大学経営学部入学 女子ラクロス部に入部、関西ユース代表、 U20日本代表に選出
- 2002年　日本代表選出、関西ラクロスリーグ戦1部　BEST12
- 2003年　関西ラクロスリーグ戦2部　BEST12、関西ラクロスリーグ戦2部　BESTプレイヤー
- 2004年　日本代表として国際試合出場、関西ラクロスリーグ戦2部　BEST12、関西ラクロスリーグ戦2部　得点王、関西ラクロスリーグ戦2部　BESTプレイヤー
- 2005年　ワールドカップ日本代表　5位入賞、クラブチーム「FUSION」に設立メンバーとして加入。
- 2007年　日本人ラクロス選手初のプロ宣言[1]
- 2008年　全日本クラブ選手権 優勝、全日本選手権 優勝
- 2009年　西日本リーグの「NLC SCHERZO」に加入
- 2011年　全日本選手権 「NLC SCHERZO」 優勝
- 2014年　全日本クラブ選手権「NLC SCHERZO」 優勝

海外
- 2007年　ハワイトーナメント 大会優秀選手（アメリカのクラブに一時加入）
- 2008年　3～9月　オーストラリアリーグの強豪「Wilderness」に加入、リーグ戦2位（プレーオフ進出）、MOM（マンオブザマッチ）を2度受賞
- 2009年　3～9月　オーストラリアリーグ「Wilderness」に加入（2年連続）
- 2010年　3～9月　オーストラリアリーグ「Wilderness」に加入（リーグ年間オールスターチーム選出、南オーストラリア州代表チーム選出）、オーストラリアリーグ　Wildernessリーグ準優勝に貢 献、オーストラリアリーグオールスターチーム選手、オーストラリア代表候補に選出（2012 年 12 月まで）  選手登録をオーストラリアに変更
- 2011年　全豪チャンピオンシップ　大会ベスト10選出、南オーストラリアリーグ リーグ年間MVP、南オーストラリアリーグ リーグ年間ベスト10、南オーストラリアリーグ チーム年間MVP
- 2012年　南オーストラリアリーグ 年間ベスト10（3年連続）、南オーストラリアリーグ オールスターチーム選出（3年連続）、Wilderness Lacrosse Club チーム年間MVP（3年連続）、7月 世界選抜18名に選出 ロンドンでのエキシビジョンマッチに出場、10月 オーストラリア代表候補28名に選出され、アメリカ遠征へ
- 2013年　オーストラリア23歳以下代表アシスタントコーチに選出、アジアパシフィックカップ出場 2位
- 2014年　Wilderness Lacrosse Club チーム年間MVP（4年連続）、ラクロスワールドカップオーストラリア代表に最終選考で落選
- 2016年　オーストラリアリーグの強豪「Caulfield（本拠地：メルボルン）」に加入、全豪選手権優勝、オーストラリア代表18名に選出
- 2017年　ラクロスワールドカップにオーストラリア代表として出場（4 位）、ワールドゲームズ（ラクロス競技）にオーストラリア代表として出場、日本人初となる世界大会で銅メダルを獲得

## 講演会
- 2005年～現在 江戸川区子供向けラクロス教室開校
- 2007年～現在 ラクロスクリニック（全国各地）
- 2007年 JFL（日本サッカー協会）心のプロジェクトに「夢先生」として参加 →小学生への講 義
- 2009年 滋賀県近江八幡市体育協会へ講演を行う
- 2009年 京都産業大学 40 周年記念式典講演
- 2009年 「第 20 回 埼歯健康ウォーキング」ゲスト出演
- 2010年 奈良県小学校で小学6年生全クラスへ講演会
- 2011年 関西大学 講演
- 2013年～2017 年 京都産業大学でのゲスト講師としての授業（4回）
- 2013年 滋賀県近江八幡市 平和堂 トークショー
- 2014年 京都市宇治市立南宇治中学校全クラスへの講演会
- 2014年 京都府亀岡市立つつじが丘小学校講演
- 2014年～2017 年 京都産業大学 OB 総会での講演（3回）
- 2016年 小川珈琲東京 トークショー 全 2 部
- 2017年 ITベンチャー企業社⾧定例会 講演
- 2018年 ゼネコン企業社⾧定例会 講演
- 2018年　東京都奥多摩町　東京都青少年プロジェクト　講演

## ラクロス・クリニック
- 2008 年～2015 年 オーストラリア Wilderness Lacrosse Club U13 コーチ開始
- 2010 年 香港選手へのラクロスクリニック ＠香港
- 2011 年～現在 毎年 3 月 山田幸代と行くオーストラリアツアー開催＠Adelaide
- 2015 年～現在 毎年 2 月 サンフラワーカップ（現 CrossCrosseCup）開催＠日本各地

## 執筆活動
- 2009 年～2010 年 共同通信 毎月 1 回更新 コラム
- ラグビーリパブリック 日本代表選手へのインタビュー
- ラグビー協会 HP Brave Blossoms の軌跡
- 山田幸代の「I Love Lacrosse」 DVD 発売 【出演】

## メディア出演

### テレビ
- ジャンクSPORTS（2019年10月20日[2]、フジテレビ）
- すぽると!（フジテレビ）
- Vメシ!（フジテレビ）
- めざましどようび（フジテレビ）
- メヂカラ（TBSテレビ）
- KUNOICHI（TBS）
- Challenge! Global Athlete（J SPORTS）
- Flowers（WOWOW）
- スポマガ（BS日テレ）
- 篠山ABCマラソン（朝日放送）
- ゴール アスリートの夢（朝日放送）
- お願い!ランキング 1秒1000円ベストバウト（テレビ朝日）
- サンデーSPORTS スクエア もう一つの物語（NHK）
- 未来の作り方（テレビ東京）
- おうみ発630（NHK大津）
- 心の旅（関西テレビ）
- ラクロスWORLD CROSSE in JAPAN（スカパー!）
- 「Almond Breeze」 コマーシャル など
- ミント!（毎日放送）
  - 2020年度から「スポーツキャスター」という肩書で出演。出演の頻度は不定期ながら、トップアスリートへのインタビューを主に任されている。
- 朝日奈央のキラめきスポーツ〜キラスポ〜（毎日放送）

### ラジオ出演
- TBSラジオ、TOKYO FM、FMヨコハマ、ABCラジオ、MBSラジオ、東海ラジオ、FM京都、文化放送　など

### 新聞・雑誌・ウェブサイト
- 朝日新聞、産経新聞、神奈川新聞、京都新聞、東京中日スポーツ、サンケイスポーツ、日本経済新聞、共同通信社、デイリースポーツ、読売新聞、スポーツ報知、Yahoo!ニュース